# Floodland
Floodland — другий студійний альбом британського, готик-рок, гурту The Sisters of Mercy, був випущений в листопаді 1987 року. Альбом є повністю записаним, і продюсером альбому є сам Ендрю Елдріч. Стиль альбому належить до холодного звучання в стилі, дарквейв, і також до традицій, готик-року, і постпанку, з елементами танцювальної музики, із використанням, таких інструментів, піаніно, клавішних, драм-машини, саксофона, хорових приспівів. Альбом дійшов до 9 позиції в британських чартах. Metal Hammer заніс альбом до списку, 200 найкращих рок-альбомів всіх, часів, також журнал Classic Rock порівняв альбом Dreamtime гурту The Cult з альбомом Floodland та назвав платівку класикою готик-року.

## Список композицій
1. Dominion (пісня) — 7:00
2. Flood I — 6:22
3. Lucretia My Reflection — 4:57
4. 1959 — 4:09
5. This Corrosion — 9:16
6. Flood II — 6:19
7. Driven Like the Snow — 4:39
8. Never Land — 2:46

## Учасники запису
- Ендрю Елдріч — вокал, гітара, клавішні, програмування
- Патріція Моррісон — бас-гітара, вокал
- Доктор Аваланч — драм-машина